# Eduard Baltzer

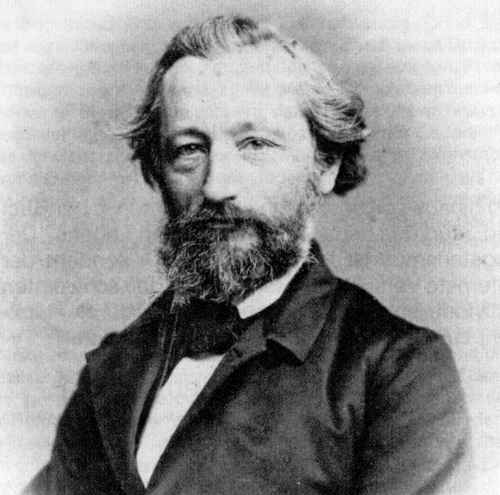
Eduard Baltzer, circa 1870

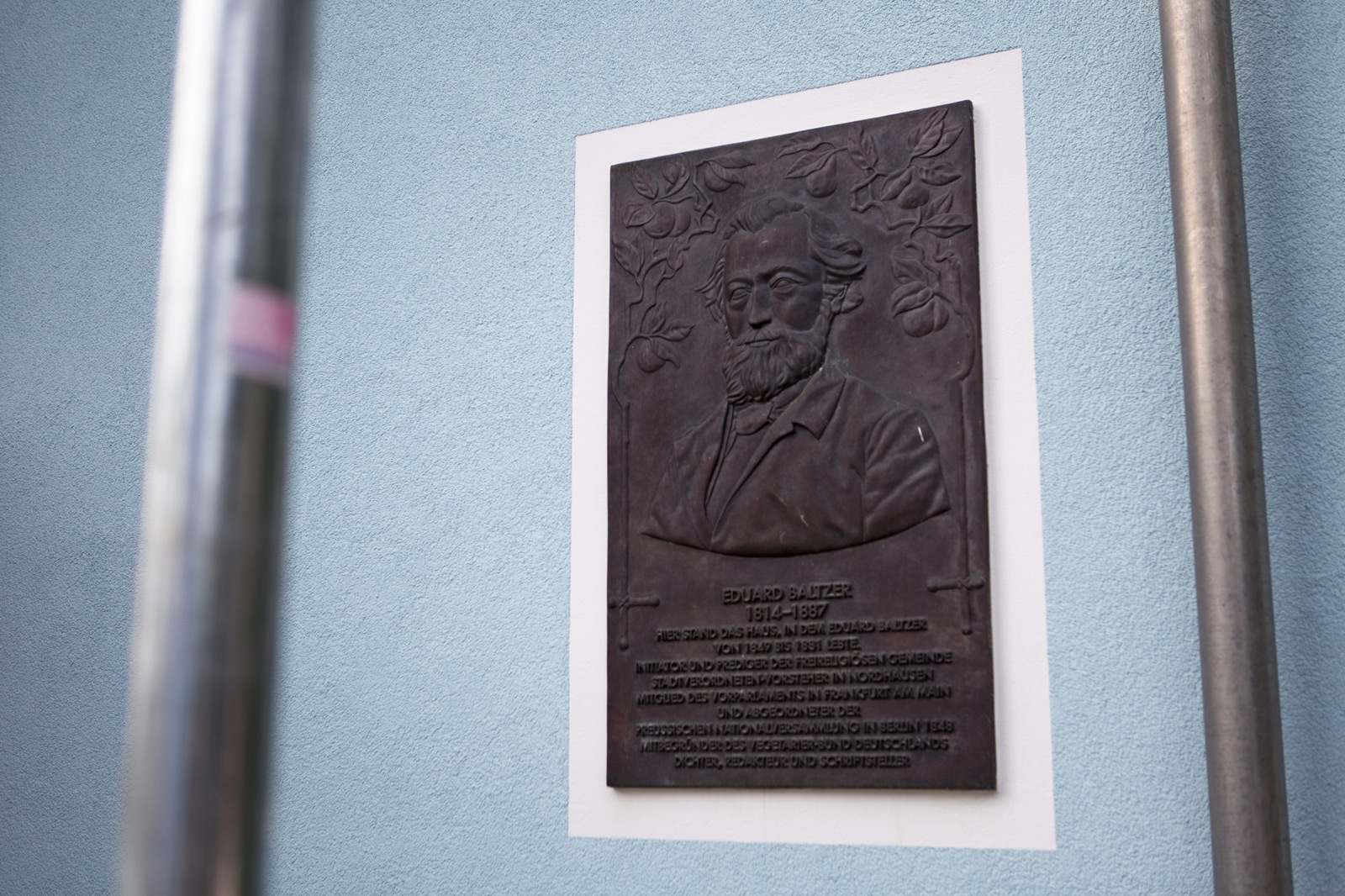
Gedenkplaat op de Baltzerweg in Nordhausen.

Eduard Baltzer (Hohenleina (bij Leipzig), 24 oktober 1814 – Durlach, 24 juni 1887 ) was een democraat en vrijzinnig theoloog. Hij stichtte de eerste Duitse vegetariërsbond en was de eerste voorzitter van de religieus humanisten in Duitsland. In Nordhausen herinnert een straatnaam en een plaquette aan hem.

## Leven en werk

### Vrijzinnig
Vanaf zijn dertiende jaar woonde hij in de kloosterschool Schulpforta. Na zijn studie theologie 1834-1838 werd Baltzer in 1841 diaken en ziekenhuispredikant in Delitzsch. Toen Baltzer in 1842 toetrad tot de Pruisische kerk kwam hij door zijn vrijzinnige denkbeelden in conflict met de kerk. Hij introduceerde in 1852 de Jugendweihe: een jeugdwijding als alternatief voor christelijke feesten zoals de geloofsbelijdenis. De jeugdwijding was populair in de vrijdenkersbeweging, later ook in de arbeidersbeweging. Baltzer werd herhaaldelijk beschuldigd van "het aanwakkeren van haat en minachting" tegen kerk en staat, het preken werd hem verboden en er volgden represailles. Het was reden voor hem om een vrije protestantse gemeenschap op te richten. Hij was in Nordhausen een gerespecteerde persoonlijkheid met vele volgelingen. Verder was hij langer dan 30 jaar gemeenteraadslid en werd hij ook verkozen in de grondwetgevende Pruisische Nationale Vergadering.

### Vegetariër
Na lezing van het boek Praktische gids voor gezond leven van Theodor Hahn werd hij in 1866 vegetariër en richtte in 1867 de Vegetarische Vereniging voor natuurlijke manier van leven op, later gewijzigd in: Duitse vereniging voor natuurlijke levensstijl. De nieuwsbrief van deze vereniging voor vrienden van de natuurlijke manier van leven was daarmee het eerste vegetarische magazine. Na de dood van Baltzer werd het blad omgedoopt in Thalysia, naar het oude oogstfeest ter ere van Demeter en Dionysus. Hij vormde in 1868 in Nordhausen een Vereniging van de vrienden van een natuurlijke manier van leven en gaf Die natürliche Leben Weise uit (4 delen, 1867-1872). In 1868 verscheen het Vegetarianisches Kochbuch für Freunde der natürlichen Lebensweise (vanaf 1908 het Vegetarisches Kochbuch ...) Dit was populair, het werd nog zeker een halve eeuw vaak herdrukt. In 1892 verscheen de Nederlandse vertaling van de hand van Caroline Kerkhoven en Daniël de Clercq: Vegetarisch kookboek. Deze vertaling kende maar één druk.
Drie jaar voor zijn dood was hij tot een maand gevangenisstraf veroordeeld omdat hij kroonprins Frederik in een krantenartikel over de jacht van barbarij had beschuldigd.
Baltzer is de auteur van talrijke boeken over religie, jeugd en het gemeenschapsonderwijs, grondwetsrecht, economie, sociale hervormingen en de Griekse filosofie.

## Werken
- Delitzsch - Halle - Nordhausen oder mein Weg aus der Landeskirche in die freie protestantische Gemeinde, Nordhausen 1847
- Deutsche Kirche. Mitteilungen aus der freien Gemeinde in Nordhausen, Nordhausen 1847
- Alte und neue Weltanschauung. Vorträge, gehalten in der freien Religionsgemeinde zu Nordhausen, Nordhausen 1850-1859
- Von der Arbeit. Oder die menschliche Arbeit in persönlicher und volkswirthschaftlicher Beziehung. Erste Ausgabe, Nordhausen 1864
- Pythagoras, der Weise von Samos. Ein Lebensbild, Nordhausen 1868 (Reprint Heilbronn 1991, - ISBN 3-923000-58-8)
- Vegetarianisches Kochbuch für Freunde der natürlichen Lebensweise (Deutsche Verein für naturgemäße Lebensweise, 1868)
- Gott, Welt und Mensch. Grundlinien der Religionswissenschaft in ihrer Stellung und Gestaltung systematisch dargelegt, Nordhausen 1869
- Ideen zur socialen Reform, Nordhausen 1873
- Apollonius von Tyana. Aus dem Griechischen des Philostratus, Rudolstadt 1883 (herdruk, Aalen 1970)
- Vegetarianisches Kochbuch für Freunde der natürlichen Lebensweise
- Erinnerungen - Bilder aus meinem Leben, Frankfurt am Main 1907
- Georg Herrmann (Hrsg): Eduard Baltzer: Theologe und Revolutionär. Bilder aus meinem Leben. - Bij het eeuwfeest van de stichting van de bond freireligiöser Gemeinden Deutschlands (= Die kleinen Kulturzeitschriften, Folge 4), Konstanz 1959
- Vegetarismus und soziale Reform. Es lebe das Vegetariat, Osnabrück 1994